# Sinarum scientia politico-moralis
Sinarum scientia politico-moralis (La dottrina politico-morale dei cinesi) è un'opera del gesuita italiano Prospero Intorcetta. Il volume include una breve prefazione di Intorcetta, una traduzione dal cinese in latino del Zhongyong (54 pagine) e una biografia di Confucio di otto pagine. L'opera fu stampata per metà a Canton nel 1667 con materiali e tecnica cinesi e per metà a Goa in folio nel 1669. Venne ristampata nelle Relations de divers voyages curieux di Melchisédech Thévenot (Parigi 1663-72; ibid. 1696) e ricevette immediata e amplissima attenzione in tutta Europa. Solo le prime due edizioni, pubblicate in Cina e India, sono bilingui, cioè in latino e cinese. Al contrario, l'edizione di Thévenot fornisce solo la traduzione latina.
Nel mondo esistono solo otto copie originali dell'opera:
- Roma, Biblioteca Vaticana e Biblioteca nazionale centrale e Archivio storico dei Gesuiti;
- Vienna, Österreichische Nationalbibliothek;
- Parigi, Bibliothèque National;
- Londra, Biblioteca della School of Oriental and African Studies;
- Madrid, Real Academia de la Historia;
- Heidelberg, Universitätsbibliothek;
- Monaco di Baviera, Bayerische Staatsbibliothek.
- Palermo, Biblioteca centrale della Regione Siciliana (Nel 2006, la copia custodita a Palermo venne esposta al Museo nazionale della Cina nell'ambito della mostra Continente Sicilia, 5000 anni di storia).

Prima traduzione latina con testo cinese a fronte di uno dei Quattro Libri del confucianesimo, l'opera di Intorcetta rappresenta un momento cruciale nella storia della cultura occidentale, quello della scoperta, da parte degli europei, del pensiero filosofico cinese. L'edizione anastatica di Sapientia Sinica, Sinarum scientia politico-moralis e Confucius Sinarum philosophus con il titolo Confucio e il cristianesimo, è stata curata da Paolo Beonio-Brocchieri, Torino 1972-73.

## Storia

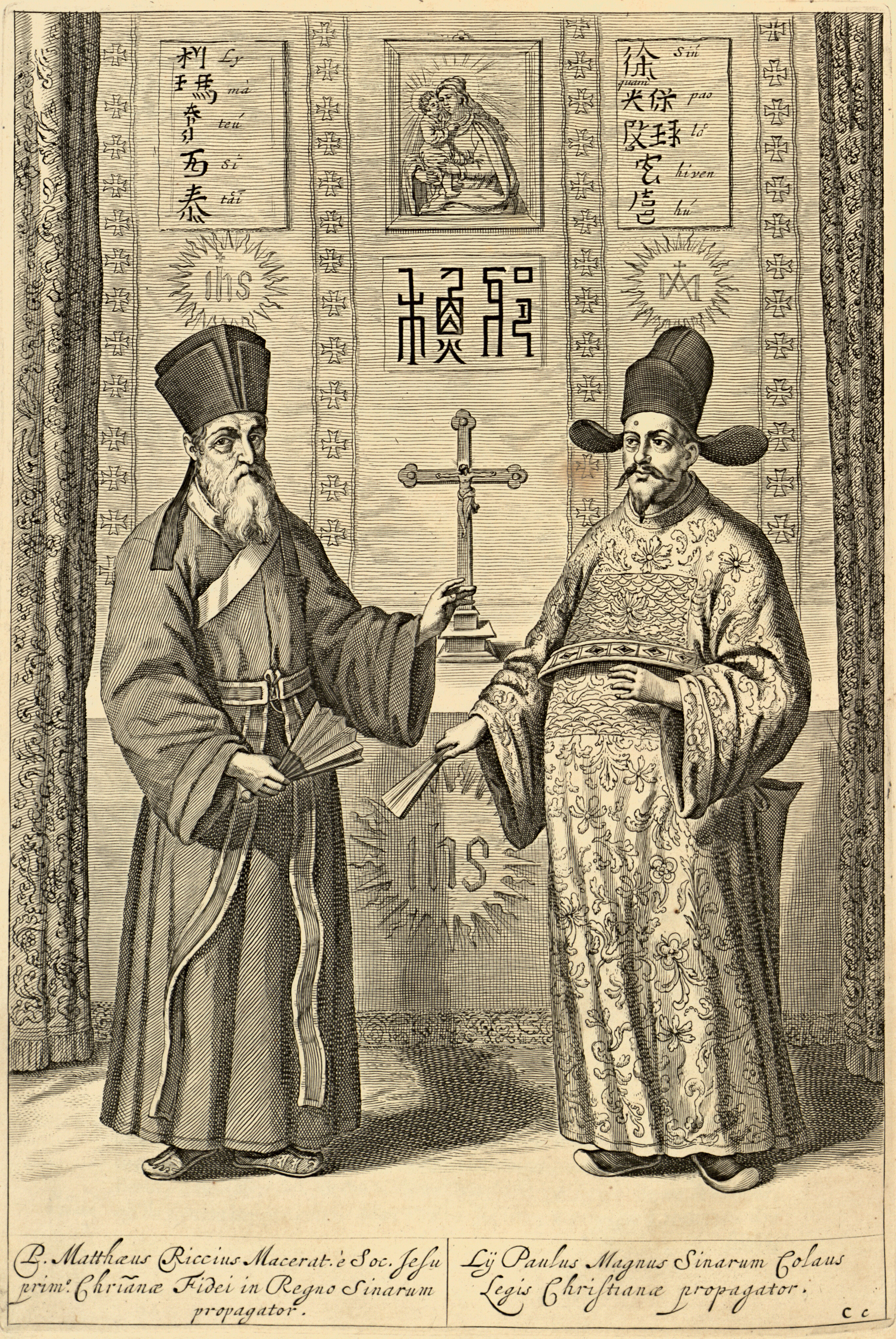
Matteo Ricci e Xu Guangqi da La Chine d'Athanase Kirchere de la Compagnie de Jesus: illustre de plusieurs monuments tant sacres que profanes, Amsterdam, 1670

La storia del libro è strettamente intrecciata con quella di Prospero Intorcetta e del suo gruppo di gesuiti. Il volume, che traduce in latino il secondo testo di Confucio, quello relativo al "Giusto mezzo", il cammino verso la virtù perfetta, indicato dal filosofo asiatico quasi duecento anni prima di Aristotele, fu portato a Palermo dal missionario piazzese nel 1671 e donato alla Biblioteca della Casa Professa, come dimostra la segnatura sulla copertina dell'originale. Successivamente pervenne al Collegio Massimo dei Gesuiti dove Gabriele Lancillotto Castello aveva fondato il nucleo di quella che nel 1782 sarebbe divenuta la biblioteca regionale. Divenne, infine, parte preziosa della raccolta bibliotecaria, anche perché risulta che nel mondo esistono solo otto copie originali del Sinarum Scientia.
Sicuramente la parte più interessante della vicenda riguarda la stampa del libro prima in Cina e poi a Goa, colonia portoghese in India, in un momento particolarmente tormentato della storia del Celeste impero.
Prospero Intorcetta, nato nel 1625, fu ordinato sacerdote a metà secolo e poi su sua richiesta inviato nelle missioni estere asiatiche, sulla scia del grande pioniere Matteo Ricci, il quale in uno scritto del 1595 aveva sostenuto che la civiltà cinese e quella europea coincidevano su temi fondamentali: la compassione per il prossimo, il rispetto per gli umili e i diseredati, l'amore per la cultura, il senso etico dell'esistenza.
Nel 1658 il missionario siciliano soggiornò a Macao per alcuni mesi, nel corso dei quali studiò le basi del Guanhua 官话, la lingua dei funzionari cinesi, e seguì i corsi di filosofia cinese tenuti dal vice-provinciale gesuita Inácio da Costa (1603–66) che consistevano, come era regola tra i missionari gesuiti, nello studio dei Quattro libri confuciani (il Grande Studio, il Giusto mezzo, i Dialoghi e il Mencio).
La perfetta conoscenza della lingua cinese era indispensabile per essere inviato nell'interno della Cina, nello Jiangxi, dove la sua attività missionaria gli procurò presto l'ostilità del pretore cittadino. Nel settembre del 1665 l'imperatore Kangxi, sobillato contro i missionari, dette l'ordine di arrestare e condurre in catene a Pechino Intorcetta e i confratelli.
Restarono a lungo chiusi in un'ex casa di gesuiti a Canton con altri 24 missionari tra i quali il palermitano Francesco Brancati; di quest'ultimo è rimasto uno scritto in risposta alle accuse del padre domenicano Domingo Fernández Navarrete, che aveva incolpato i gesuiti di eccessiva indulgenza nei confronti dei convertiti cinesi che continuavano a vivere e agire in osservanza degli insegnamenti di Confucio.
Su questa querelle Intorcetta sostenne che il filosofo era un grande saggio ma non certo il capo di un credo anticristiano. La controversia durò, irrisolta, fino al 1939, quando Pio XII apprezzò pubblicamente l'opera di Ricci e di Intorcetta. Il missionario piazzese lasciò il carcere perché nominato dai confratelli Procuratore della missione in Cina. In questo ruolo doveva incontrare il Pontefice a Roma per metterlo al corrente dell'attività svolta in quel lontano paese. Da Roma venne a Palermo dove trovò ospitalità presso Casa Professa, alla cui biblioteca lasciò il prezioso volume. Nonostante le disavventure della sua azione missionaria, dalla Sicilia chiese e ottenne di ritornare in Cina. Nell'agosto del 1673 giunse a Macao per dirigersi poco dopo ad Hangzhou dove assunse la guida della Chiesa locale. Continuò ad occuparsi dell'analisi, dell'interpretazione e della traduzione delle opere confuciane e negli anni successivi scalò sempre più le gerarchie ecclesiastiche: nel 1676 venne nominato visitatore per l'Oriente e nel 1687 divenne vice-provinciale della Cina (cioè il secondo gesuita più importante e influente dell'intero Impero Cinese).
Nello stesso anno, a Parigi veniva pubblicato un suo contributo nella grande opera Confucius Sinarum Philosophus, grazie al quale si affermerà definitivamente come studioso di fama mondiale del confucianesimo e della cultura cinese. Morì il 3 ottobre 1696, e fu sepolto a Hangzhou.
Nel 1662 Intorcetta stampò a Kien-chang nel Jiangxi una Sapientia Sinica che conteneva la traduzione della Grande Scienza e dei Discorsi di Confucio. Pochi anni dopo pubblicò in due tempi la Sinarum scientia politico-moralis. I primi undici fogli furono stampati a Canton nel 1667, secondo la moda orientale, con eleganti incisioni xilografiche su leggerissimi fogli in legno di gelso. Mentre altrettanto particolare era la rilegatura dei fogli che, stampati su un solo verso, venivano utilizzati col bianco nell'interno e ripiegati lungo la linea della collazione.
La seconda parte fu stampata nel 1669 a Goa, capitale del vicereame portoghese dell'India, dove Intorcetta fece tappa nel suo viaggio verso Roma. Stavolta con caratteri mobili, e su carta occidentale, dove testo cinese e traduzione vennero stampate "recto-verso" come si usa oggi.
Il volume di Intorcetta destò grande interesse nell'Europa dei Lumi. Il catalogo della biblioteca di Voltaire a Ferney contiene opere sulla Cina dei missionari gesuiti Philippe Couplet, Joseph-Marie Amiot, Nicolas Trigault, Jean-Baptiste Du Halde e Louis le Comte. Voltaire conobbe i grandi testi classici della morale confuciana sia nella traduzione di Intorcetta che attraverso i riassunti del pensiero cinese realizzati da du Halde.